# Zgrada Zemaljskog vakufa i Hadin Ali-pašinog vakufa u Sarajevu
Zgrada Zemaljskog vakufa i Hadin Ali-pašinog vakufa je zgrada Vakufske direkcije Islamske zajednice u Bosni i Hercegovini u Sarajevu. Smještena je na uglu između ulica Reisa Džemaludina Čauševića i Mis Irbine, u neposrednoj blizini zgrade Predsjedništva Bosne i Hercegovine i zgrade Vlade Sarajevske županije. Od 1959. do 1992. godine zgrada je bila Palača Vrhovnog islamskog starješinstva, te rezidencija reis-ul-uleme.

## Povijest
U pogledu samog naziva zgrade, postoje određene kontroverze. Prema članku objavljenom u Novom Beharu iz 1933/34., izvršena je zamjena identiteta bosanskog sandžakbega Gazi Ali-paše s Hadin Ali-pašom, koji je bio egipatski namjesnik, i umro je u Kairu 1560. godine. Po ovom izvoru, naziv Hadin Ali-paša je pogrešan. Pošto je naziv postao dio povijesti zgrade i dalje se koristi.
Gradnja zgrade Zemaljskog vakufa (danas Vakufske direkcije) i Hadin Ali-pašinog vakufa u Sarajevu, završena je 1913. godine. Svrstava se u arhitekturu originalnog bosanskog stila. Sastoji se od dva krila, rađena u dvije etape. Jedno krilo je Hadin Ali-pašin vakuf, a drugo je Zemaljski vakuf. Projektant Hadin Ali-pašinog vakufa je Josip Pospišil koji je bečkom stručnom časopisu Der Bautechniker 5. siječnja 1912. godine objavio tekst pod naslovom "O bosanskoj praksi". Pospišil je tada objavio svoje nacrte i komentare vezane za projektovanje i gradnju Hadim Ali-pašinog vakufa.

## Opis
Kraj austrougarskog perioda, u arhitekturi vezan je za pojavu bosanskog sloga koji ima visoke dokumentarne, povijesne, ali i umjetničke odlike. Objekt Zemaljskog vakufa i Hadin Ali-pašin vakufa predstavljaju gotovo čisto ostvarenje ove arhitekture, s vrlo malo primjesa drugih arhitektonskih izraza.
Sva tri bitna elementa modelacije Hadin Ali-pašinog vakufa - puni postament; slobodno vođeni volumen kata koji je obavijen zidom koji je zatim oštro perforiran, prozorima, a potom kontrapunktiran lodžom u drvetu; snažni volumen krova koji na jednostavan način sve to pokriva, upućuju na zaključak da se ovdje radi o jednom čistom primjeru bosanskog sloga, zanemarujući izvjesne kompozicione nesuglasice prisutne na prizemnom krilu u ulici Džemaludina Čauševića. 
Gradnjom krila zgrade Zemaljskog vakufa, današnjeg sjedišta Vakufske direkcije, ovaj jedinstveni povijesni ansambl je zaokružen. Jednostavan projekat koji, pored prizemlja, nudi tipičan bosanski kat. Rezultat je građevina jedinstvene arhitektonske i kompozicione cjeline, iako se radi o dva fizički razdvojena objekta unutrašnjom zidnom plohom.

## Vanjski povezice
- Zgrada Zemaljskog vakufa i Hadim Ali-pašinog vakufa, dio najdragocijenije kulturno-historijske baštine  Arhivirana inačica izvorne stranice od 23. listopada 2020. (Wayback Machine)